# André Waterkeyn
André Waterkeyn, belgijski gradbeni inženir, * 23. avgust 1917, Wimbledon, London, 4. oktober 2005, Bruselj.
Waterkeyn je najbolje znan kot stvaritelj Atomiuma.

## Življenje
Leta 1954 je služboval kot finančni direktor Fabrimetala, zveze več metalurgijskih družb, ko so ga zaprosili za sodelovanje pri zasnovi zgradbe, ki bi svetu na Svetovni razstavi čez štiri leta prikazala sposobnosti belgijskih inženirjev. 
Vse do preloma tisočletja je imel v lasti vse avtorske pravice kopij Atomiuma, nato pa jih je predal družbi, ki si lasti Atomium. Do leta 2002 je bil upravni član sveta Atomiuma, nato pa je svoj sedež predal svojemu sinu. Tri leta kasneje je v Bruslju umrl. Po njegovi smrti so po njem poimenovali vrhnjo kroglo in trg, na katerem se nahaja Atomium.

## Hokej na travi
Znan je bil tudi kot igralec hokeja na travi. Na Poletnih olimpijskih igrah leta 1948 je tako igral z belgijsko reprezentanco in na eni tekmi tudi zaigral na položaju napadalca. 